# Csontváry
Pour plus de détails, voir Fiche technique et Distribution.
Csontváry est un film hongrois réalisé par Zoltán Huszárik, sorti en 1980.

## Synopsis
La vie du peintre Tivadar Kosztka Csontváry.

## Fiche technique
- Titre : Csontváry
- Réalisation : Zoltán Huszárik
- Scénario : István Császár, Péter Dobai et Zoltán Huszárik
- Musique : Miklós Kocsár
- Photographie : Péter Jankura
- Montage : Éva Kármentõ
- Société de production : Hunnia Filmstúdió
- Pays :  Hongrie
- Genre : Biopic et drame
- Durée : 112 minutes
- Dates de sortie : 
  -  Hongrie : 2 octobre 1980

## Distribution
- Itschak Fintzi : Tivadar Kosztka Csontváry / Z l'acteur
- István Holl : le farfelu
- Andrea Drahota : Anna
- Margit Dajka : la mère
- Ágnes Bánfalvy : Lilla
- Samu Balázs : l'empereur François-Joseph Ier

## Distinctions
Le film a été présenté en sélection officielle au Festival de Cannes 1980 dans la section Un certain regard.